# Chapelle de Murat
La chapelle de Murat, ou église Notre-Dame-de-Septembre, est un monument religieux datant du XIe siècle situé sur la commune de La Salvetat-Peyralès, dans le département de l'Aveyron, en France. Cette chapelle avec son cimetière attenant offre un point de vue sur le château de Roumégous.

## Description
Ce sanctuaire préroman est de petite taille (env. 14 x 5 m) et orienté sur un axe est-ouest; son chœur se situant à l'extrémité l'est. Ce dernier est de forme trapézoïdale et son plafond fut couvert lors d'une première réfection vers 1460. Une petite chapelle latérale à la nef a été ajoutée au sud de l'édifice. 
Le clocher est ouvert. Un cimetière attenant, abritant une vingtaine de sépultures, se situe au sud de l'édifice et offre un panorama sur le château de Roumégous. Une croix occitane trilobée décore l'une des tombes. Elle est la réplique d'une croix de chemin du lieu dit Coulet (sur la commune de La Salvetat-Peyralès), situé entre La Roque et Roumégous.

## Localisation
La chapelle de Murat se situe en amont du lieu dit de Murat, à environ 270 m d'altitude, non loin de la confluence de plusieurs rivières : du Jaoul, du Vergnou et du Viaur .

## Historique
L'église primitive de Murat fit partie, lors de la fondation de Rieupeyroux, des donations accordées en repentir par les neveux d'Iscanfrède aux alentours de l'an 1030. 
L'édifice actuel faisait partie d'un ensemble de chapelles de dévotion dédiées à la Sainte Vierge, pour combattre le culte des albigeois, et construites sous le règne de Saint Louis. Murat était alors une paroisse avec ses fonts baptismaux et son cimetière avant de devenir une annexe de Montou, située à 1,5 km au nord (et qui fait également partie aujourd'hui de la commune de la Salvetat-Peyralès).
L'autel de la chapelle est dédié à saint Clair et faisait l'objet d'un pèlerinage.
L'édifice a été remanié durant la seconde moitié du XVe siècle à la suite de l'ordre de l'évêque Bertrand de Chalençon de le réparer.
Au XVIIIe siècle, le bâtiment tombait en ruines et a été rénové à la demande des paysans locaux.

## Galerie de photos

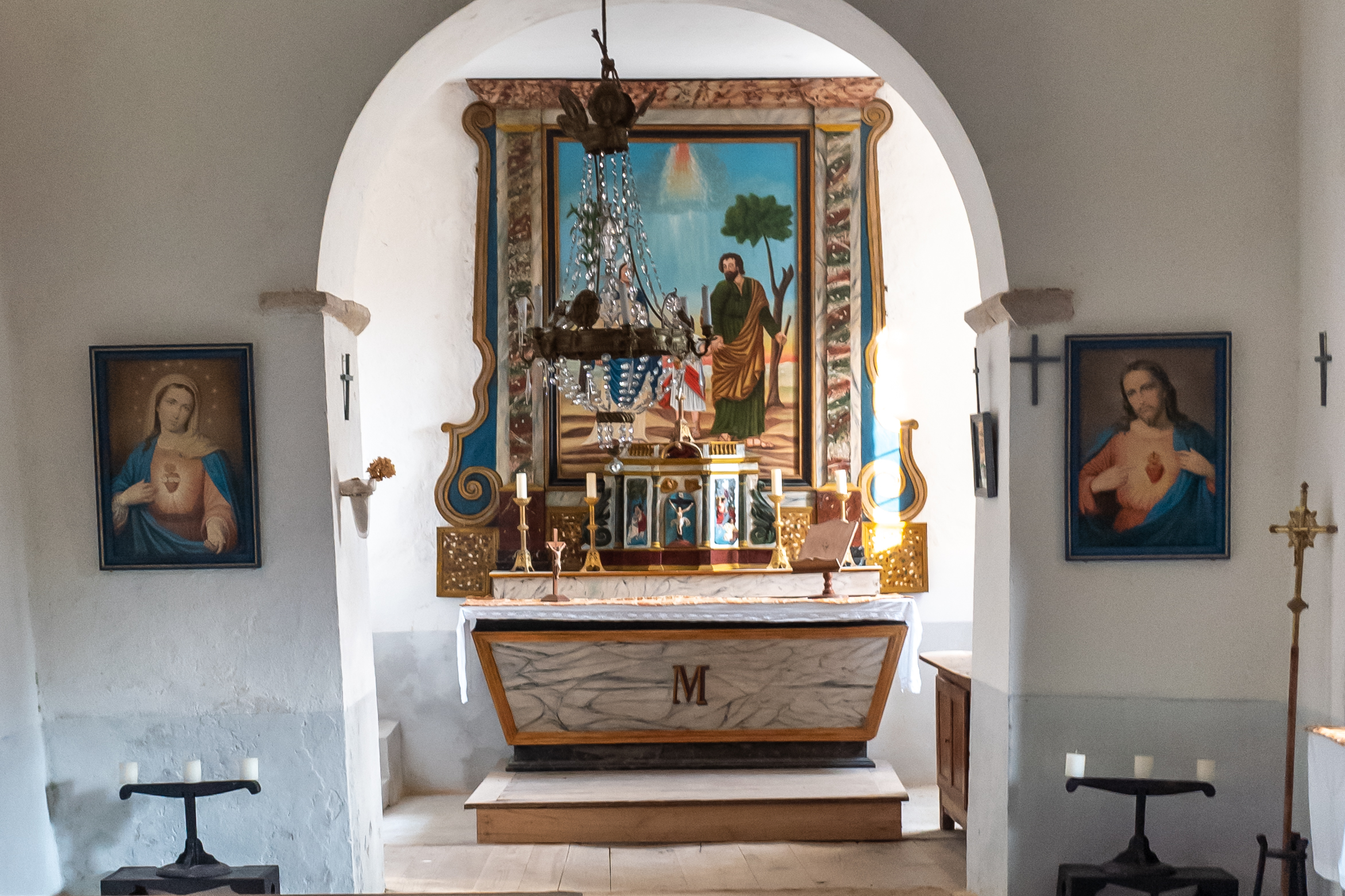
Autel de la chapelle de Murat
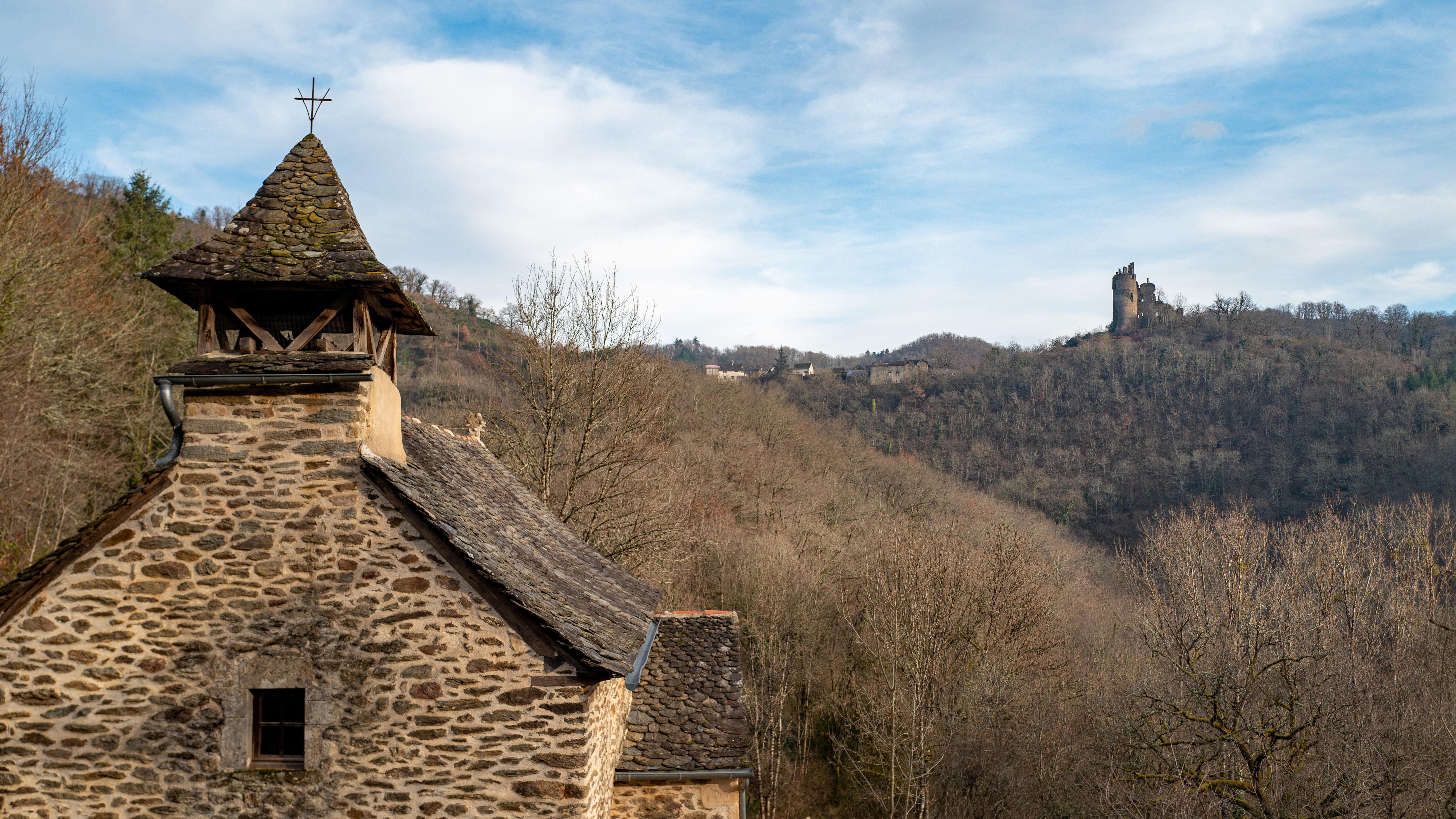
Vue de la chapelle de Murat sur le château de Roumégous.